# رجنالد نیل
رجنالد نیل (انگلیسی: Reginald Neal; ۱ ژانویهٔ ۱۹۱۴ – ۱ ژانویهٔ ۱۹۵۱) بازیکن فوتبال اهل بریتانیا بود.
از باشگاه‌هایی که در آن بازی کرده‌است می‌توان به باشگاه فوتبال بلکپول، باشگاه فوتبال بریستول سیتی، و باشگاه فوتبال لیورپول اشاره کرد.